# Chi2 Orionis
Chi2 Orionis (χ Ori / χ2 Orionis) è una stella supergigante azzurra di magnitudine 4,65 situata nella costellazione di Orione. Dista 5 265 anni luce dal sistema solare.

## Osservazione
Si tratta di una stella situata nell'emisfero celeste boreale; grazie alla sua posizione non fortemente boreale, può essere osservata dalla gran parte delle regioni della Terra, sebbene gli osservatori dell'emisfero nord siano più avvantaggiati. Nei pressi del circolo polare artico appare circumpolare, mentre resta sempre invisibile solo in prossimità dell'Antartide. La sua magnitudine pari a 4,6 fa sì che possa essere scorta solo con un cielo sufficientemente libero dagli effetti dell'inquinamento luminoso.
Il periodo migliore per la sua osservazione nel cielo serale ricade nei mesi compresi fra dicembre e maggio; da entrambi gli emisferi il periodo di visibilità rimane indicativamente lo stesso, grazie alla posizione della stella non lontana dall'equatore celeste.

## Caratteristiche fisiche
La stella è una supergigante azzurra, e fa probabilmente parte dell'associazione stellare Gemini OB1, la cui distanza è stimata da 1500 a 1900 parsec di distanza dalla Terra.
La sua massa è quasi 14 volte quella del Sole e se non fosse presente il mezzo interstellare che assorbe parte della radiazione proveniente dalla stella, brillerebbe di magnitudine 3,4, una magnitudine più brillante di quella osservata dalla Terra.
Possiede una magnitudine assoluta di -10,35 e la sua velocità radiale positiva indica che la stella si sta allontanando dal sistema solare.

## Occultazioni
Per la sua posizione prossima all'eclittica, tale stella è talvolta soggetta ad occultazioni da parte della Luna e, più raramente, dei pianeti, generalmente quelli interni.
Le ultime occultazioni lunare di χ2 Orionis avvennero rispettivamente il 7 ottobre 2012. e il 27 dicembre 2012..